# جو فورتنبری
جو فورتنبری (انگلیسی: Joe Fortenberry؛ زاده ۱ آوریل ۱۹۱۱ درگذشته ۳ ژوئن ۱۹۹۳) یک بازیکن بسکتبال اهل ایالات متحده آمریکا بود.